# Chun In-soo
Chun In-soo (kor. 인수 전; auch Jeon In-Su) (* 13. Juli 1965 in Incheon) ist ein ehemaliger südkoreanischer Bogenschütze.
Chun belegte bei den Olympischen Spielen 1984 den 22. Platz im Einzel. Bei den Olympischen Spielen 1988 in Seoul die Goldmedaille im Mannschaftswettbewerb. Im Einzel wurde er Vierter. 1991 wurde er Weltmeister mit der Mannschaft.